# Veículo a motor

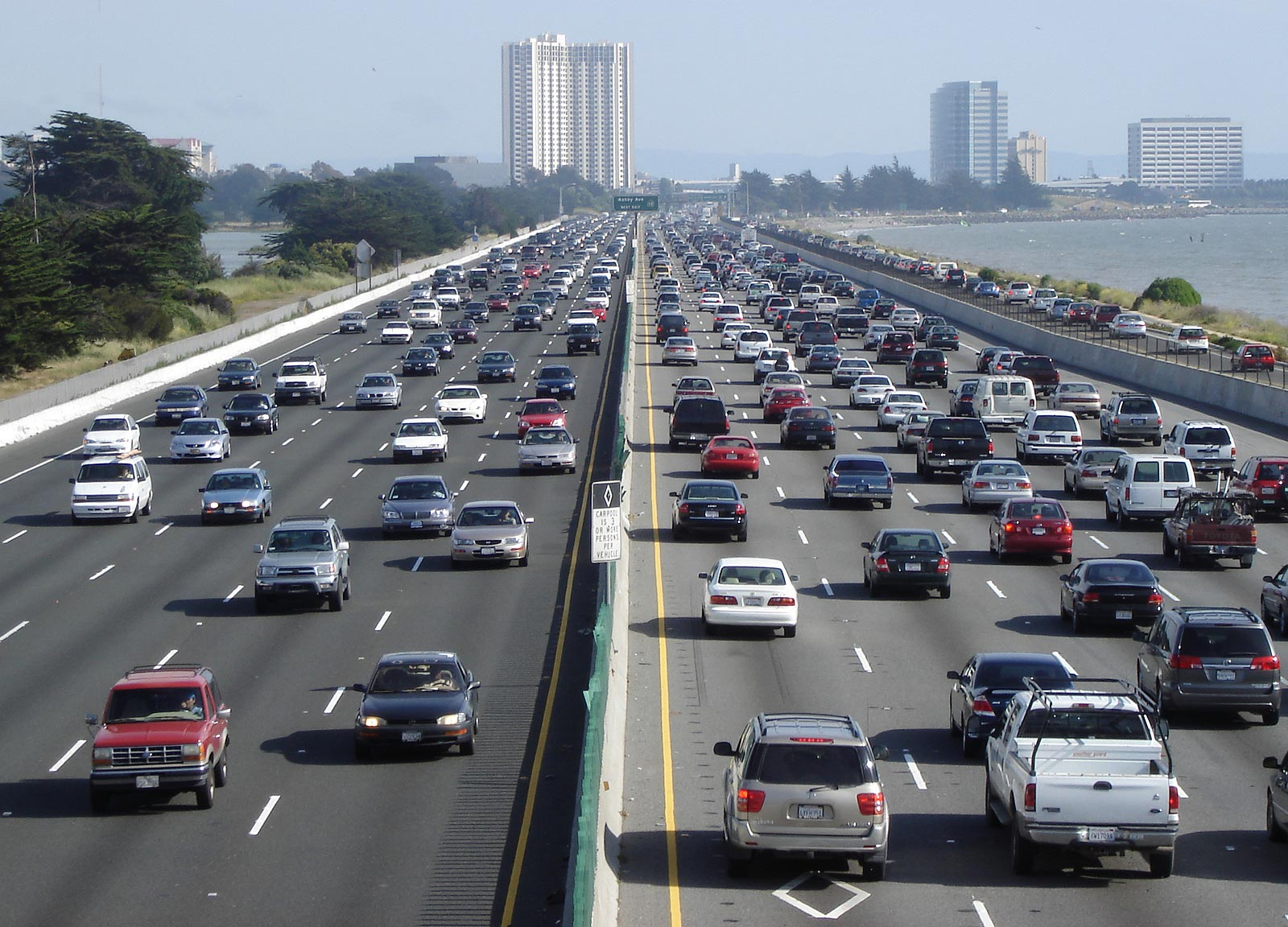
Os Estados Unidos têm a maior taxa per capita de propriedade de veículos do mundo no mundo, com 832 veículos em operação para cada grupo de 1.000 pessoas em 2016.

Um veículo a motor, também conhecido como veículo motorizado ou veículo automotivo, é um veículo autopropelido, comumente com rodas, que não opera sobre trilhos (como trens ou bondes) e é usado para o transporte de pessoas ou cargas.
A propulsão do veículo é fornecida por um motor, geralmente um motor de combustão interna ou um motor elétrico, ou alguma combinação dos dois, como veículo híbridos. Para fins legais, os veículos motorizados são frequentemente identificados em várias classes de veículos, incluindo carros, ônibus, motocicletas, veículos fora-de-estrada e caminhões. Essas classificações variam de acordo com os códigos legais de cada país. ISO 3833: 1977 é o padrão para tipos, termos e definições de veículos rodoviários.
Em 2010, havia mais de um bilhão de veículos motorizados em uso no mundo, excluindo veículos off-road e de construção pesada. A propriedade global de veículos per capita em 2010 foi de 148 veículos em operação para cada 1 000 pessoas. A China tem a maior frota de veículos motorizados do mundo, com 322 milhões de veículos motorizados registrados no final de setembro de 2018.  Os Estados Unidos têm a maior propriedade de veículo per capita do mundo, com 832 veículos em operação para cada 1 000 pessoas em 2016. Além disso, a China se tornou o maior mercado de carros novos do mundo em 2009. Em 2011, foram construídos 80 milhões de carros e veículos comerciais, mercado também liderado pela China, com 18,4 milhões de veículos motorizados.

## Brasil
A frota de veículos brasileira atingiu 64,8 milhões de veículos em 2010, acima dos 29,5 milhões de unidades em 2000, representando um crescimento de 119% em dez anos, e atingindo uma taxa de motorização de 340 veículos por 1 000 pessoas. Em 2010, o Brasil experimentou o segundo maior aumento de frota no mundo depois da China, com 2,5 milhões de registros de veículos.
Em 2018, o Brasil possui a maior frota de veículos de combustível alternativo do mundo, com cerca de 40 milhões de veículos movidos a combustíveis alternativos na estrada. O estoque de veículos limpos inclui 30,5 milhões de carros e utilitários leves flexíveis e mais de 6 milhões de motocicletas flex até março de 2018; entre 2,4 e 3,0 milhões de veículos movidos a etanol puro ainda em uso, 5,7 milhões veículos leves movidos apenas a etanol produzidos desde 1979; e, em dezembro de 2012, um total de 1,69 milhões de veículos a gás natural.
Além disso, toda a frota brasileira movida a gasolina é projetada para operar com altas misturas de etanol, até 25% de etanol combustível (E25). A quota de mercado dos veículos flex atingiu 88,6% de todos os veículos comerciais registados em 2017.